# 드네프르강 전투
드네프르강 전투(Battle of the Dnieper)는 1943년 동부 전선 (제2차 세계 대전)에서 벌어진 전투이다. 2차대전 최대 규모의 군사작전 중 하나로서, 양측 병력을 모두 합하면 4백만 명, 전선 길이는 1,400 킬로미터에 달했다. 이 전투로 소련군 5개 전선군이 드네프르강 동안의 좌안 우크라이나를 독일군으로부터 탈환했다. 2차대전 중 가장 사상자가 많이 발생한 작전 중 하나로서, 쌍방의 사상자를 모두 합치면 최저 1백 7십만 명에서 최고 2백 7십만 명에 이른다.
소련측 군인 중 2,438 명은 소비에트 연방영웅으로 수훈되었다. 단일 군사행동으로 이렇게 많은 사람이 수훈된 일은 그 전에도 없었고 그 후로도 없었다.